# Elizabeth Fonseca Corrales
Elizabeth Bernardita Fonseca Corrales (Heredia, Costa Rica, ngày 20 tháng 8 năm 1949) là một đại biểu trong Hội đồng lập pháp Costa Rica từ năm 2006 đến năm 2010, đại diện cho San José. Fonseca có bằng Tiến sĩ Lịch sử và Xã hội Hoa Kỳ tại Đại học Paris. Bà là chủ tịch Đảng Hành động của Công dân (PAC cho chữ viết tắt tiếng Tây Ban Nha) vào năm 2010..

## Sự nghiệp chính trị
Fonseca là thành viên sáng lập PAC. Bà được bầu làm Đại biểu cho San José trong cuộc bầu cử tổng thống Costa Rica năm 2006. Bà đã giúp tổ chức sự phản đối của PAC đối với Hiệp định thương mại tự do Trung Mỹ trong năm 2006 và 2007.
Sau sự từ chức của Alberto Cañas Escalante, Fonseca và bác sĩ y khoa Rodrigo Cabezas đã nộp đơn xin chức chủ tịch PAC, Fonseca được bầu, hứa hẹn sẽ nâng cao cơ cấu tổ chức của PAC. Vào năm 2013, Fonseca đã sử dụng vị trí của mình để thúc đẩy các cuộc bầu cử sơ bộ mở, kết quả là cuộc bầu cử Luis Guillermo Solís là ứng cử viên tổng thống của PAC. Solís sẽ tiếp tục giành được 78% số phiếu bầu trong cuộc tổng tuyển cử.
Fonseca công nhận PAC với việc phá vỡ quy tắc hai đảng của quốc gia bằng cách làm cho Đảng đoàn kết Kitô hữu Xã hội (PUSC cho chữ viết tắt tiếng Tây Ban Nha) một đảng thiểu số trong Quốc hội. Trong khi Đảng Tự do Quốc gia (PLN cho chữ viết tắt tiếng Tây Ban Nha) duy trì phần lớn, PUSC đã mất nhiều ghế lập pháp cho PAC.
Fonseca được bổ nhiệm làm Bộ trưởng Bộ Văn hóa năm 2014.

## Ấn phẩm và nghiên cứu
Fonseca đã viết hoặc hợp tác trong các dự án và sách sau đây:
- "Juan Manuel de Cañas"
- "Costa Rica thuộc địa. La tierra y el hombre" ("Thuộc địa Costa Rica: Vùng đất và con người")
- "Historia de un pueblo indígena: Tucurrique" ("Lịch sử của một bộ tộc bản địa: Tucurrique")
- "Historia. Teoría y métodos" ("Lịch sử: Lý thuyết và phương pháp")
- "Centroamérica. Su historia" ("Trung Mỹ: Lịch sử của nó")
- "Historia General de Centroamérica. Tomo II" ("Lịch sử chung của Trung Mỹ: Tập II")
- "Costa Rica en el Siglo XVIII" ("Costa Rica trong thế kỷ 18")